# Якубенко Гнат Іванович
Гнат Іванович Якубенко (? — 13 березня 1932, місто Херсон) — радянський державний діяч, голова правління Вукоопспілки (ВУКС). Член ВУЦВК. Член ЦК КП(б)У в червні 1930 — березні 1932 року.

## Біографія
Член РКП(б) з 1917 року.
З 1926 року — член Київського Центрального Ревізійного Комітету Вукоопспілки (ВУКС), голова Уцеробсекції (робітничої кооперації), член Правління Всеукраїнської спілки споживчих кооперативних організацій (ВУКС).
До лютого 1930 року — заступник голови правління Вукоопспілки Української СРР.
У лютому 1930 — лютому 1931 року — голови правління Вукоопспілки Української СРР. Потім — на відповідальній роботі в органах робітничо-селянської інспекції.
З січня по 13 березня 1932 року — голова Організаційного бюро Одеської обласної контрольної комісії — робітничо-селянської інспекції.
12 березня 1932 року потрапив у автомобільну аварію біля міста Гола Пристань на Херсонщині, зазнав важких поранень. Перевезений до Херсонської лікарні, де й помер вечером 13 березня 1932 року.